# Nunca Esqueça - A Coleção Definitiva
Never Forget - The Ultimate Collection é o terceiro álbum de grandes sucessos da boy band britânica Take That. Lançado em 14 de novembro de 2005 - cerca de dez anos após a separação, o álbum vendeu mais de 2,36 milhões de cópias no Reino Unido desde seu lançamento. 
1. ↑  «The greatest of the greatest: the UK's official Top 10 biggest hits collections revealed». Official Charts (em inglês). 12 de julho de 2016. Consultado em 30 de abril de 2025